# Westelijke Tuinsteden

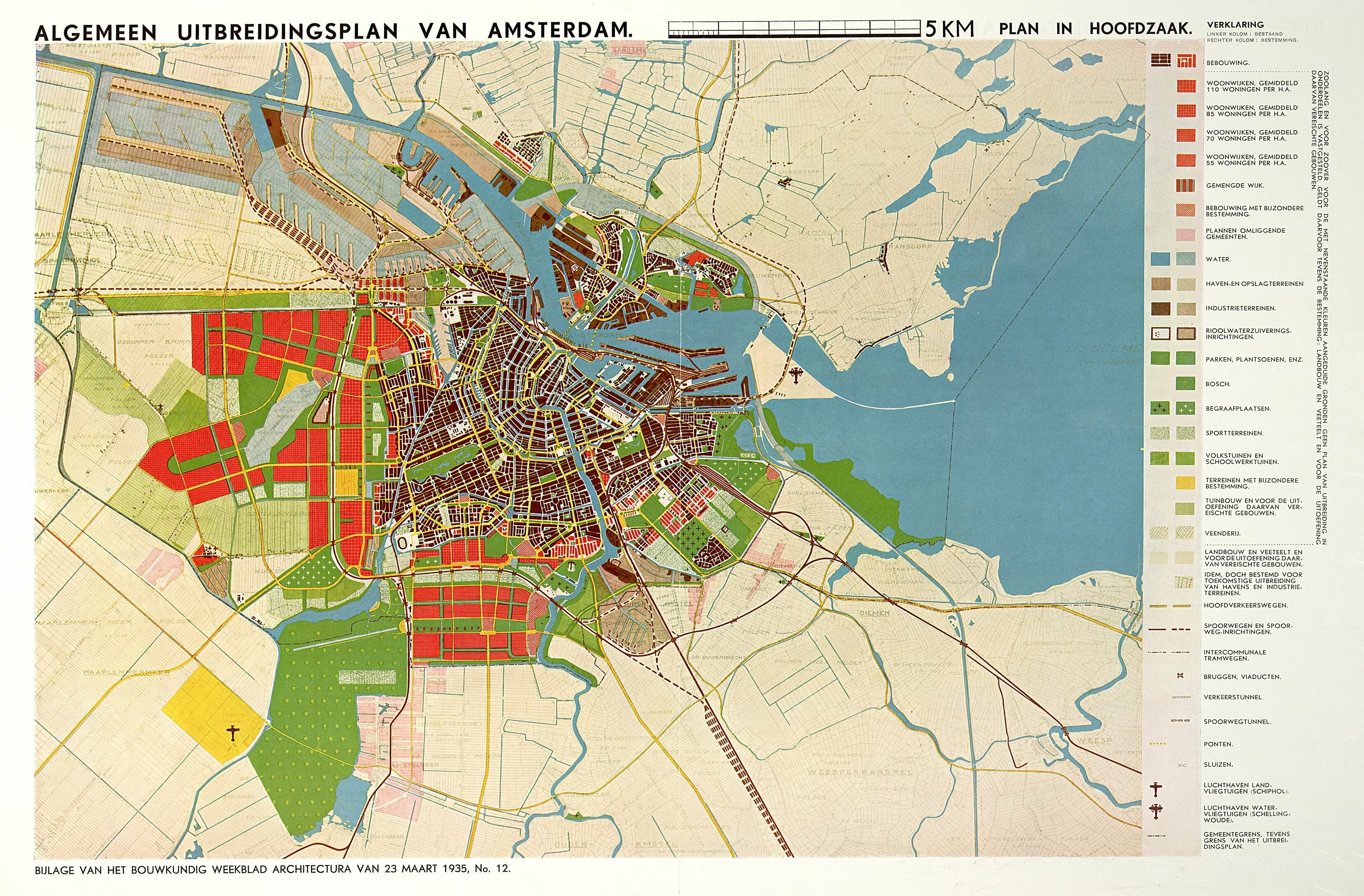
Plankaart van het Algemeen Uitbreidingsplan uit 1935, met links de Westelijke Tuinsteden.

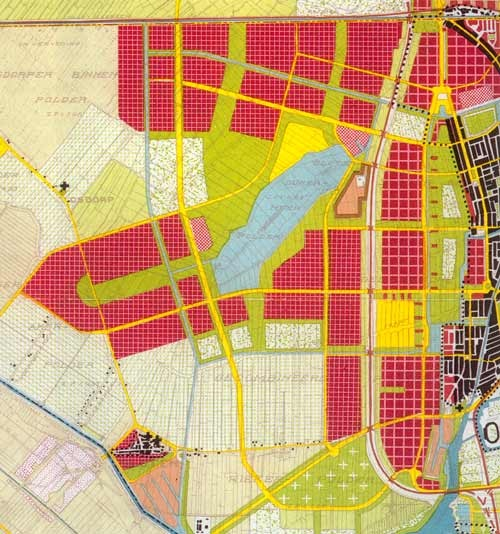
De Westelijke Tuinsteden als onderdeel van het AUP.

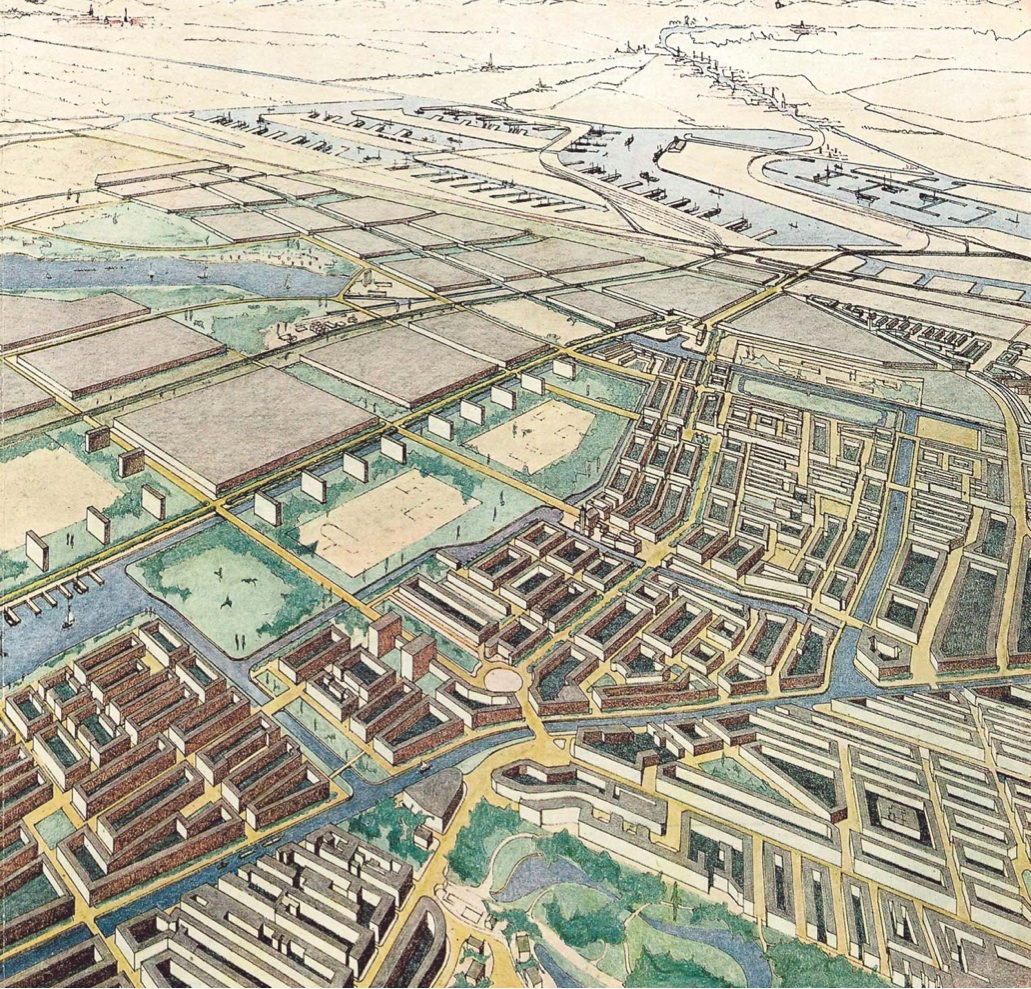
Vogelvlucht Westelijke Tuinsteden, behorend bij het Algemeen Uitbreidingsplan van Amsterdam uit 1934 van Cornelis van Eesteren, gezien vanuit het zuidoosten. Op de voorgrond het Vondelpark, het Surinameplein, Plan West en het Rembrandtpark.

De Westelijke Tuinsteden werden in de jaren vijftig en zestig van de 20e eeuw gebouwd als westelijke stadsuitbreiding van de Nederlandse stad Amsterdam. De basis hiervoor werd gelegd in het Algemeen Uitbreidingsplan uit 1935. De wijken zijn gebouwd volgens de open bebouwingswijze, met veel groen tussen de bebouwing.

## Inleiding
De Westelijke Tuinsteden bestaan uit zes wijken met een eigen ruimtelijke en functionele opbouw: Bos en Lommer, Slotermeer, Geuzenveld, Slotervaart, Overtoomse Veld en Osdorp. Sinds 2010 maken deze wijken, behalve Bos en Lommer, deel uit van het stadsdeel Nieuw-West.
De verschillende wijken zijn gegroepeerd rondom de Sloterplas, die gegraven werd voor de zandwinning ten behoeve van de ophoging van de tuinsteden. De Sloterplas met het omliggende Sloterpark vormen het hart van de Westelijke Tuinsteden. Ook de Nieuwe Meer werd tot een diepte van circa 30 meter uitgegraven voor de zandwinning.

## Stedelijke vernieuwing
In de loop van de jaren negentig ontstonden de eerste plannen voor de vernieuwing van delen van de Westelijke Tuinsteden. Bureau Parkstad was van 1999 tot 2007 het projectbureau dat de stedelijke vernieuwing van de Westelijke Tuinsteden in Amsterdam coördineerde. Met de voorgenomen sloop van 13.000 woningen en de geplande bouw van 24.500 nieuwe woningen wordt deze vernieuwingsopgave gerekend tot de grootste ter wereld.
In 2001 publiceerde Bureau Parkstad de visie 'Richting Parkstad 2015'. Hierin worden de sociale, economische en ruimtelijke vernieuwingsopgaven beschreven die tot 2015 gerealiseerd moesten worden. De visie is opgesteld samen met de stadsdelen Bos en Lommer, Geuzenveld-Slotermeer, Osdorp (stadsdeel) en Slotervaart (stadsdeel), de gemeente Amsterdam en de woningcorporaties verenigd in de consortia Farwest, Prospect Amsterdam en Westwaarts.
In 2005 zijn de eerste resultaten van de stedelijke vernieuwing geëvalueerd. Uit deze evaluatie bleek dat de ruimtelijke vernieuwing op gang was gekomen, de financiering echter steeds moeilijker werd en de beoogde sociale en de economische vernieuwing achterbleef. Dit heeft geleid tot een aantal wijzigingen in visie en werkwijze, vastgelegd in de Raamovereenkomst d.d. 11 januari 2008. Het belangrijkste was dat de woningcorporaties meer financiële verantwoordelijkheid kregen en dus ook meer ruimte om zelf keuzes te maken. Daarom werd Bureau Parkstad op 1 juli 2007 opgeheven.
Door de Kredietcrisis en de daaruit voortvloeiende grote financiële problemen bij de woningcorporaties is de stedelijke vernieuwing van de Westelijke Tuinsteden aanzienlijk vertraagd. De doelstellingen voor 2015 werden niet meer gehaald en veel projecten zijn stilgevallen. Hierdoor lagen er sinds 2010 grote terreinen braak omdat de woningen al gesloopt zijn, maar er geen geld meer was voor nieuwbouw. Daarnaast is voor een groot aantal woningen de sloop uitgesteld, maar ontbreekt het geld om ze goed te renoveren.